# Баранов, Юрий Алексеевич
Ю́рий Алексе́евич Бара́нов (род. 1960) — российский прокурор, государственный советник юстиции 2-го класса.

## Биография
Родился 17 февраля 1960 года в Липецкой области.
После окончания школы служил в рядах Советской армии. В 1985 году окончил юридический факультет Воронежского государственного университета и в этом же году начал трудовую деятельность. Последовательно работал стажером следователя Грязинской межрайонной прокуратуры Липецкой области, следователем, старшим следователем, помощником районных и городских прокуратур Липецкой области, следователем по особо важным делам прокуратуры города Липецка, прокурором Правобережного района Липецка.
С 2000 по 2007 год являлся заместителем прокурора Липецкой области. С 2007 по 2012 год — прокурор Красноярского края. С 2012 по 2020 год — прокурор Ростовской области.

## Награды
- Заслуженный работник прокуратуры Российской Федерации и Почетный работник прокуратуры Российской Федерации[4].
- Награждён орденом Атамана Платова (2015)[5].
- Также награждён Почетной грамотой Правительства Российской Федерации[6].